# Cap-Chat
Cap-Chat es una ciudad de la provincia de Quebec, Canadá. Está ubicada en el condado regional de La Haute-Gaspésie y a su vez, en la región administrativa de Gaspésie–Îles-de-la-Madeleine. Hace parte de las circunscripciones electorales de Matane a nivel provincial y de Matapédia−Matane a nivel federal.

## Geografía
Cap-Chat se encuentra ubicada en las coordenadas 49°06′00″N 66°41′01″O / 49.10000, -66.68361. Según Statistics Canada, tiene una superficie total de 181,89 km² y es una de las 1135 municipalidades en las que está dividido administrativamente el territorio de la provincia de Quebec.

## Demografía
Según el censo de 2011, había 2623 personas residiendo en esta ciudad con una densidad poblacional de 14,4 hab./km². Los datos del censo mostraron que de las 2777 personas censadas en 2006, en 2011 hubo una disminución poblacional de 154 habitantes (-5,5%). El número total de inmuebles particulares resultó de 1368 con una densidad de 7,52 inmuebles por km². El número total de viviendas particulares que se encontraban ocupadas por residentes habituales fue de 1143.